# Elvis Now
Elvis Now (с англ. Элвис теперь) — пятнадцатый студийный альбом американского певца Элвиса Пресли, вышедший в 1972 году. Альбом занял 43-е место в американском хит-параде.

## Обзор
Несмотря на название альбома, песни для него были собраны со старых сессий в период с января 1969 по июнь 1971 года. К этому времени Пресли охладевает к студийной работе, и лейблу, ожидающему от певца по несколько пластинок в год, приходится идти на различные комбинации в маркетировании певца. Именно в этот период начинают выходить многочисленные сборники, ранее не характерные для Пресли.
Основной материал для альбома взят с сессий мая 1971 года. В пластинку включена кавер-версия песни The Beatles «Hey Jude», записанная Пресли в 1969 году, но по каким-то причинам долго не выходившая в свет.

## Список композиций
1. Help Me Make It Through the Night
2. Miracle of the Rosary
3. Hey Jude
4. Put Your Hand in the Hand
5. Until It’s Time for You to Go
6. We Can Make the Morning
7. Early Morning Rain
8. Sylvia
9. Fools Rush In
10. I Was Born About Ten Thousand Years Ago